# Résolution 226 du Conseil de sécurité des Nations unies
Membres permanents
- Chine (Taïwan)
- États-Unis
- France
- Royaume-Uni
- URSS

Membres non permanents
- Argentine
- Bulgarie
- Jordanie
- Japon
- Mali
- Pays-Bas
- Nigeria
- Nouvelle-Zélande
- Ouganda
- Uruguay

Résolution no 225 Résolution no 227
La Résolution 226  est une résolution du Conseil de sécurité des Nations unies adoptée le 14 octobre 1966, dans sa 1306e séance, après avoir entendu les plaintes de la République démocratique du Congo alors que le territoire portugais de l'Angola était devenu une base d'opération pour les mercenaires étrangers qui interfèrent dans les affaires intérieures de la République démocratique du Congo, le Conseil a exhorté le gouvernement du Portugal de ne pas permettre aux mercenaires étrangers d'utiliser l'Angola comme base d'opération pour s'immiscer dans la République démocratique du Congo.
Le Conseil a également appelé tous les États à s'abstenir ou d'intervenir dans les affaires intérieures de la République démocratique du Congo.

## Vote
La résolution a été approuvée à l'unanimité.

## Texte
- Résolution 226 Sur fr.wikisource.org
- Résolution 226 Sur en.wikisource.org